# Meißner (Adelsgeschlechter)
Meißner ist der Name mehrerer nobilitierter Familien im deutschen Sprachraum.

## Meißner aus Polen I

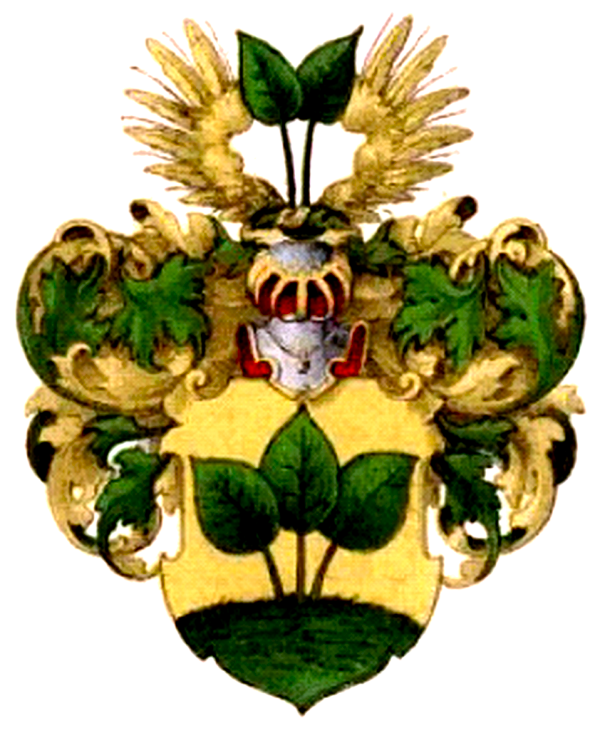
Wappen der polnisch-baltischen von Meißner (Baltisches Wappenbuch)

Laut „Ritterbank-Abschied“ vom 18. Juli 1634 wurde das zum polnischen Adel zählende Geschlecht von Meißner bei der zweiten Klasse („so ihren Adel durch Siegel und Briefe, d. h. Urkunden bewiesen haben“) der Kurländischen Ritterschaft immatrikuliert.
Ledebur vermerkt in seinem 1855 erschienenen Adelslexikon, dass die adlige Familie Meissner in Ostpreußen zu „Crummteich (Königsberg) und im Tapiauschen“ begütert war und bezeichnet sie mit einem vorangestellten Kreuz als bereits erloschen, die gleichen Angaben (mit der Schreibung Crumteich) bringt Meckelburg in seinem 1855 gedruckten Entwurf einer Adelsmatrikel. Auch im Baltischen Wappenbuch von 1882 ist das Geschlecht von Meißner als erloschen bezeichnet.
Bei Crumteich handelt es sich um ein Gut im Kirchspiel Schaaken, dessen heutiger Name Selenopolje (Зеленополье) lautet und das sich 16 km nordöstlich des Stadtzentrums von Königsberg befindet.
Der heutige Name der Kleinstadt Tapiau etwa 40 km östlich von Königsberg im ehemaligen Landkreis Wehlau lautet Gwardeisk (Гвардейск).
Das Wappen zeigt drei fächerförmig aus einem grünen Hügel wachsende grüne Rosenblätter auf goldenem Grund; auf dem Helm mit grün-goldenen Decken zwei der wachsenden Blätter zwischen einem goldenen Flug.

## Meißner aus Polen II

Wappen „Lubicz“ der 1791 geadelten von Meißner

Das evangelische Geschlecht beginnt die Stammreihe mit Johann Meißner, Bankier in Warschau und königlich polnischer Geheimer Rat. Er erhielt am 22. Dezember 1791 den erblichen polnischen Adelsstand. Angesessen in Südpreußen erhielt derselbe am 9. Mai 1802 in Berlin eine königlich preußische Adelsanerkennung.
Das Wappen im Adelsbrief von 1791 ist das der polnischen Wappengemeinschaft „Lubicz“: Im blauen Schild ein oben mit einem silbernen Kreuzchen bestecktes, nach unten geöffnetes Hufeisen, das ein silbernes Kreuz einschließt; auf dem Helm mit blau-silbernen Decken drei silberne Straußenfedern.

## Meißner aus Siebenbürgen
Das aus Siebenbürgen stammende lutherische Geschlecht beginnt seine Stammreihe mit dem 1778 urkundlichen Andreas Meißner, Stadtwundarzt in Mediasch. Sein Sohn war der Naturforscher Paul Traugott Meißner (* 1778; † 1864). Nach dem frühzeitigen Tod seines Vaters nahm sich ihm sein Stiefvater, der Mediascher Stadtpfarrer Johann Wagner († 1830) an. Nach einem Studium der Chemie in Wien und einem Diplom eines Magisters der Pharmazie in Pest übernahm er die Leitung einer Apotheke in Kronstadt und heiratete die Tochter des bisherigen Eigentümers, Sarah Elisabeth von Langendorf. Schließlich verkaufte er die Apotheke und siedelte mit seiner Familie nach Wien über, wo er 1815 auf Vorschlag des kaiserlichen Leibarztes, Andreas Joseph Freiherr von Stifft (* 1760; † 1836) zum Adjunkt und später zum Professor der technischen Chemie an dem neu errichteten polytechnischen Institut ernannt wurde. 1835 wurde er mit „Allerhöchster Entschließung“ vom 29. Januar 1842 zum Professor der allgemeinen Chemie am polytechnischen Institut ernannt, trat aber schon am 31. Januar 1845 von der Professur zurück. Am 15. Januar 1850 eröffnete er am Polytechnikum außerordentliche Vorlesungen über die Wärme. Paul Traugott Meißner hinterließ einen Sohn, von seinen Töchtern war eine mit dem evangelischen Superintendenten Andreas Ritter von Gunesch, die zweite mit dem Gelehrten Adam Freiherr von Burg, die dritte mit dem Hofrat, Arzt und Professor Karl Sigmund von Illanor in Wien verheiratet.
Sein Sohn war der österreich-braunschweigische Eisenbahnpionier Karl Ludwig Meißner (* 1809; † 1868), emeritierter Professor der Bauwissenschaften am Collegium Carolinum in Braunschweig. Ihm wurde als Ritter des Eisernen Kronenordens 3. Klasse am 10. März 1866 in Wien der erbliche österreichische Ritterstand zuerkannt. Er hinterließ drei Söhne.
Der Jurist Friedhelm Ritter von Meißner leitete nach mehreren Jahren beim ehemaligen Justizvollzugsamt Westfalen-Lippe von 1990 bis 1993 die Justizvollzugsanstalt Schwerte. Von 2011 bis 2012 war er Leiter der Justizvollzugsanstalt Bochum. Friedhelm Ritter von Meißner ist verheiratet und hat drei erwachsene Kinder.
Das Wappen im Adelsdiplom von 1866 zeigt unter einem schwarzen Schildhaupt, darin ein wachsender goldener Doppeladler, einen gespaltenen Schild, darin rechts im blauen Feld auf grünem Boden eine mit einem goldenen Kreuz besteckte, rotbedachte weiße Kirche, auf deren Dachfirst ein naturfarbener Storch steht, mit rechts anschließendem Turm mit Turmuhr und mit roter Kuppel, die mit einem goldenen Kreuz besteckt ist, links im goldenen Feld ein mit drei goldenen Sternen belegter roter Schrägrechtsbalken; auf dem Schild ruhen zwei Helme, auf dem rechten mit schwarz-goldenen Decken der wachsende Doppeladler, auf dem linken mit rechts blau-goldenen, links rot-goldenen Decken ein geschlossener, vorn mit dem Schrägbalken belegter roter, hinten blauer Flug; Devise: „Treu und wahr“.

## Meißner aus Mähren

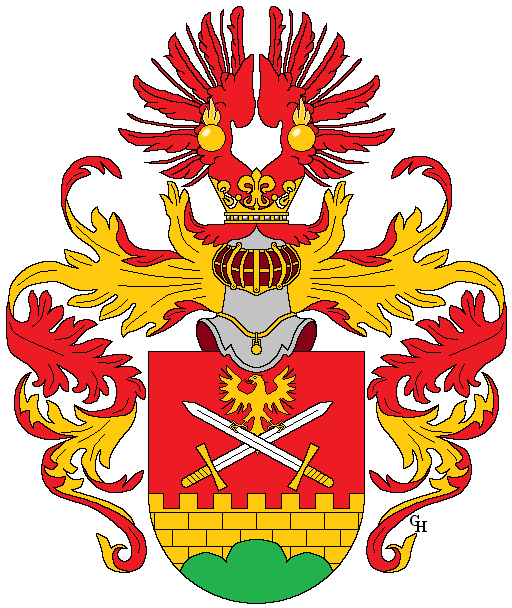
Wappen der Meißner von Hohenmeiß, 1916

Das katholische Geschlecht der Meißner von Hohenmeiß beginnt seine Stammreihe mit Rudolf Meißner, k. u. k. Obersten i. R. Er erhielt durch „Allerhöchste Entschließung“ vom 11. Dezember 1916 den kaiserlich österreichischen erblichen Adelsstand als „Meißner von Hohenmeiß“. Das Adelsdiplom darüber wurde am 18. März 1917 in Wien ausgefertigt.
Karl Josef Maria Ferdinand Meißner von Hohenmeiß wurde am 28. März 1896 im mährischen Olmütz geboren. Er promovierte am 3. April 1922 an der philosophischen Fakultät der Universität Leipzig. Auch von der Universität Leipzig wurden in den Jahren von 1937 bis 1944 aus politischen oder ideologischen Gründen akademische Grade nachträglich entzogen. Karl Josef Maria Ferdinand Meißner von Hohenmeiß wurde nach Ausbürgerung mit Beschluss vom 21. September 1942 auf Grund des Verlusts der deutschen Staatsangehörigkeit der Doktorgrad aberkannt. Im Juni 1990 entschuldigte sich der Leipziger Rektor im Namen des akademischen Senats für in den letzten Jahrzehnten geschehenes Unrecht. Im Juli 2001 rehabilitierte die Universität Leipzig offiziell die von den Depromotionen in der NS-Zeit Betroffenen.
Das Hamburger Abendblatt bezeichnete 1985 eine Angehörige des Geschlechts als „Kokain-Baronin“ und verkündete, dass die Seniorin für den Schmuggel von 846 Gramm Kokain aus Peru nach Deutschland und den Handel mit Rauschgift zu fünfeinhalb Jahren Freiheitsstrafe verurteilt wurde.
Das Wappen im Adelsbrief von 1917 zeigt im roten Schild hinter einem grünen Dreiberg eine siebenzinnige goldene Mauer, überhöht von einem goldenen Adler, der in den Fängen zwei geschrägte goldenbegriffte Schwerter hält; auf dem Helm mit rot-goldenen Decken ein offener roter Flug, jeder Flügel je mit einer flammenden goldenen Granate belegt.